# Mom (serie televisiva)
Mom è una sitcom statunitense trasmessa dal 23 settembre 2013 al 13 maggio 2021 sulla rete televisiva CBS.
Ideata da Chuck Lorre, Eddie Gorodetsky e Gemma Baker, la serie vede protagonista una giovane madre single di nome Christy, interpretata da Anna Faris, che tenta di dare una svolta alla sua vita lasciandosi alle spalle i suoi problemi con alcol e altre droghe.
In Italia, va in onda dal 28 marzo 2014 sul canale a pagamento Joi fino alla sesta stagione, dalla settima stagione è trasmessa su Premium Stories, mentre la trasmissione in chiaro è iniziata l'8 dicembre dello stesso anno su Italia 1.

## Trama
Christy, una giovane madre single di due figli, Violet e Roscoe, è alle prese con le difficoltà della vita quotidiana, aggravate da un turbolento passato condizionato da un'infanzia difficile. Mentre tenta di rincominciare la sua vita a Napa liberandosi dalla dipendenza da alcol e altre droghe, ereditata dalla madre, per mantenere i figli lavora come cameriera presso un raffinato ristorante, di cui frequenta il manager. Essendo però quest'ultimo sposato con un'altra donna, figlia del proprietario, decide di provare a frequentare altri uomini. Non riuscendo a guadagnare abbastanza soldi, si vede malvolentieri costretta ad ospitare la madre, Bonnie, per dividere le spese domestiche e avere un aiuto nell'accudire i figli. Intanto, la figlia sedicenne Violet rimane incinta.

## Episodi
| Stagione         | Episodi | Prima TV USA | Prima TV Italia |
| ---------------- | ------- | ------------ | --------------- |
| Prima stagione   | 22      | 2013-2014    | 2014            |
| Seconda stagione | 22      | 2014-2015    | 2015            |
| Terza stagione   | 22      | 2015-2016    | 2016            |
| Quarta stagione  | 22      | 2016-2017    | 2017            |
| Quinta stagione  | 22      | 2017-2018    | 2018            |
| Sesta stagione   | 22      | 2018-2019    | 2019            |
| Settima stagione | 20      | 2019-2020    | 2020            |
| Ottava stagione  | 18      | 2020-2021    | 2021            |

## Personaggi e interpreti

### Personaggi principali
- Christy Plunkett (stagioni 1-7), interpretata da Anna Faris e doppiata da Ilaria Latini.
Giovane madre single e cameriera con alle spalle un passato fatto di abuso di alcol e altre droghe dal quale sta cercando di riscattarsi. Ha un relazione con Gabriel, manager del ristorante dove lavora, fino a diventare lei stessa il manager quando la moglie di lui lo licenzia. Inoltre medita sul diventare avvocato un giorno iscrivendosi al college. Il suo lavoro di manager durerà tuttavia ben poco e non potendo ottenere l'assegno di disoccupazione, torna a fare la cameriera. Dopo aver superato gli esami di ammissione, viene ammessa alla facoltà di legge della Sonoma State University. Si trasferisce ad Est fuori schermo, per la scuola di specializzazione. Per questo motivo, non appare nell'ottava e ultima stagione.

- Bonnie Plunkett (stagioni 1-8), interpretata da Allison Janney e doppiata da Roberta Pellini.
È la madre di Christy, con un passato altrettanto complicato quanto quello che sta vivendo la figlia. Cerca di rimediare al suo passato comportandosi da buona madre (e nonna) quale non è mai stata prima. Ritrova dopo molto tempo il padre di Christy, Alvin, e nonostante un primo approccio negativo, i due riscoprono di amarsi come un tempo. Quando tutta la famiglia viene sfrattata dalla loro casa Bonnie grazie ad un imbroglio riesce a trovare casa. Durante la seconda stagione Alvin decide di trasferirsi di fronte al suo appartamento ma lui morirà poco dopo; nonostante il grande dolore per la sua perdita riesce a superarlo lentamente. Verso la fine della seconda stagione diventa dipendente dagli antidolorifici, ma riesce a smettere per riconciliarsi con la figlia, arrabbiata con lei. Ritroverà in seguito anche sua madre Shirley, grazie a Christy: in un primo momento non vorrà saperne di lei, ma quando le rivela di avere pochi mesi di vita, la perdonerà per averla abbandonata all'età di quattro anni e lasciando uno spiraglio per una possibile riconciliazione con la sua famiglia. Durante la terza stagione inizia una relazione con Adam, bruscamente interrotta dopo la sua partenza per lavoro in Croazia. Ma all'inizio della quarta stagione, dopo il suo ritorno, diventano una coppia fissa. Dopo un po' Bonnie bacia un altro ragazzo e perciò romperanno temporaneamente. I due si rimetteranno insieme ma contemporaneamente riappare l'ex moglie di Adam. Successivamente però i due prima fanno coppia fissa e poi si sposano alla fine della sesta stagione.

- Violet Plunkett (stagioni 1-3, ricorrente 4, guest stagione 6), interpretata da Sadie Calvano e doppiata da Annalisa Usai.
È la figlia diciassettenne di Christy, con la quale non va molto d'accordo, è spesso scorbutica e superficiale. È rimasta incinta del suo ragazzo Luke. Lui la lascerà a metà della seconda stagione. Si fidanza con Gregory, professore quarantaduenne del college che frequenta che le chiede di sposarlo e lei accetta, anche se per un tornaconto personale. A pochi giorni dal matrimonio, tuttavia l'uomo la lascia senza alcuna spiegazione, sembra che fosse stufo del suo continuo uso di droghe. Decide di posticipare la sua partenza per il college per andare a lavorare come croupier di blackjack al Lago Tahoe. Dopo aver sposato un immigrato per ottenere un po' di denaro, ne contrae la mononucleosi e torna a casa dalla madre e dalla nonna. In seguito si rimetterà con Luke, dopo che il ragazzo ha finalmente messo la testa a posto. Si scoprirà in seguito che lei e Luke si sono lasciati, comunque ora Violet è più responsabile ed è riuscita a trovare un po' di stabilità, ma a dispetto dei tentativi di Christy di riconciliarsi con lei, Violet (pur volendo bene a sua madre) prende atto che non la perdonerà mai per essere stata un cattivo genitore non volendola più nella sua vita.

- Gabriel (stagioni 1-2), interpretato da Nate Corddry e doppiato da Gabriele Sabatini.
È il manager del ristorante presso il quale lavora Christy, con la quale ha avuto una breve relazione extraconiugale. La moglie lo licenzia affidando la direzione del ristorante a Christy.

- Baxter (stagioni 1-3, ricorrente stagione 4-6), interpretato da Matt Jones e doppiato da  Gianluca Crisafi.
È il padre di Roscoe nonché ex marito di Christy. I due divorziarono in seguito alla sua scappatella con un'altra donna. Vive in un camper rosso dotato di tutti i comfort. Si fidanza con Candace, di ricca famiglia e trova lavoro nella concessionaria di automobili del padre di lei.

- Chef Rudy (stagioni 1-2, ricorrente 3, guest stagioni 5-8), interpretato da French Stewart e doppiato da Teo Bellia.
È il cuoco del ristorante con un passato da maniaco sessuale. Si diverte a fare scherzi a Christy con la complicità del suo vice Paul e ha avuto una breve relazione con Bonnie.

- Luke (stagione 1, ricorrente 2, guest stagione 4), interpretato da Spencer Daniels e doppiato da Marco Briglione.
È il fidanzato di Violet e padre del figlio, che poi danno in adozione; dopo questo accadimento i due si allontanano e si lasciano, ma torneranno di nuovo insieme nella quarta stagione, quando Violet capisce che ha finalmente messo la testa a posto, ora Luke lavora in una società di videogiochi guadagnando molto bene. Nella sesta stagione Violet rivelerà a Christy e Bonnie che lei e Luke si sono lasciati già da tempo.

- Roscoe (stagioni 1-3, ricorrente 4), interpretato da Blake Garrett Rosenthal e doppiato da Gabriele Caprio.
È il figlio più piccolo di Christy, dell'età di dieci anni.

- Marjorie Armstrong (stagioni 2-8, ricorrente 1), interpretata da Mimi Kennedy e doppiata da Sonia Scotti.
Anziana amica della coppia madre-figlia. Si vanta di non toccare più un goccio da almeno 32 anni; ha un figlio con il quale non ha molti rapporti. La sua casa è piena di gatti e ospiterà brevemente Christy e la sua famiglia quando questi verranno sfrattati. Nella prima stagione scoprirà di avere il cancro al seno, ma guarirà verso la fine della seconda. Tra la seconda e la terza stagione, si innamora di Victor, il padrone della prima casa di Christy, sposandolo a metà della stessa.

- Jill Kendall (stagioni 3-8, ricorrente 2), interpretata da Jaime Pressly e doppiata da Anna Cugini.
È una donna che ha gravi problemi con l'alcool. Incontra Christy ad un incontro degli Alcolisti Anonimi e ne diviene il suo sponsor. Vive in una enorme villa, dove Christy e la sua famiglia si trasferiranno temporaneamente. Nella quarta stagione, durante il 20º anniversario della morte della madre, decide di avere un bambino. Christy non è d'accordo con la sua scelta e perciò le due litigano, ma quando lei perde il bambino le due si riappacificano e opta per l'adozione. Dopo un po' di tempo riesce ad adottare una ragazza di quattordici anni chiamata Emily.

- Wendy Harris (stagioni 3-8, ricorrente 2), interpretata da Beth Hall e doppiata da Daniela Amato.
È una donna del gruppo delle alcoliste anonime con frequenti crisi di pianto. È inoltre un'infermiera qualificata. Nella terza stagione si scopre che fa parte del MENSA.

- Adam Janakowski (stagioni 4-8, ricorrente 3), interpretato da William Fichtner e doppiato da Antonio Palumbo.
È il nuovo interesse amoroso di Bonnie. Ex stunt-man che è costretto sulla sedia a rotelle, si incontrano quando l'uomo compone un numero di telefono sbagliato, scambiandolo per un numero di assistenza. I due inizieranno una relazione ma Adam partirà in Croazia per uno spettacolo. In seguito, dopo il suo ritorno all'inizio della quarta stagione, i due faranno coppia fissa. Dopo un po' Bonnie bacia un altro uomo e perciò romperanno temporaneamente. I due si rimetteranno insieme ma contemporaneamente riappare l'ex moglie di Adam. Successivamente però i due prima fanno coppia fissa e poi si sposano alla fine della sesta stagione. Nella sesta stagione diventa il proprietario di un bar.

- Tammy Diffendorf (stagioni 7-8, guest stagione 5, ricorrente 6), interpretata da Kristen Johnston e doppiata da Alessandra Chiari.
Conosciuta da Bonnie durante gli anni dell'adolescenza in una famiglia affidataria. Incontra Bonnie ad una riunione degli AA in carcere, (finita per ever tentato di rubare una steak house), una volta uscita va a vivere a casa di Bonnie e Christy, riuscendo a farla restare sobria e a trovare un lavoro come tutto-fare, poco dopo va a vivere a casa di Marjorie.

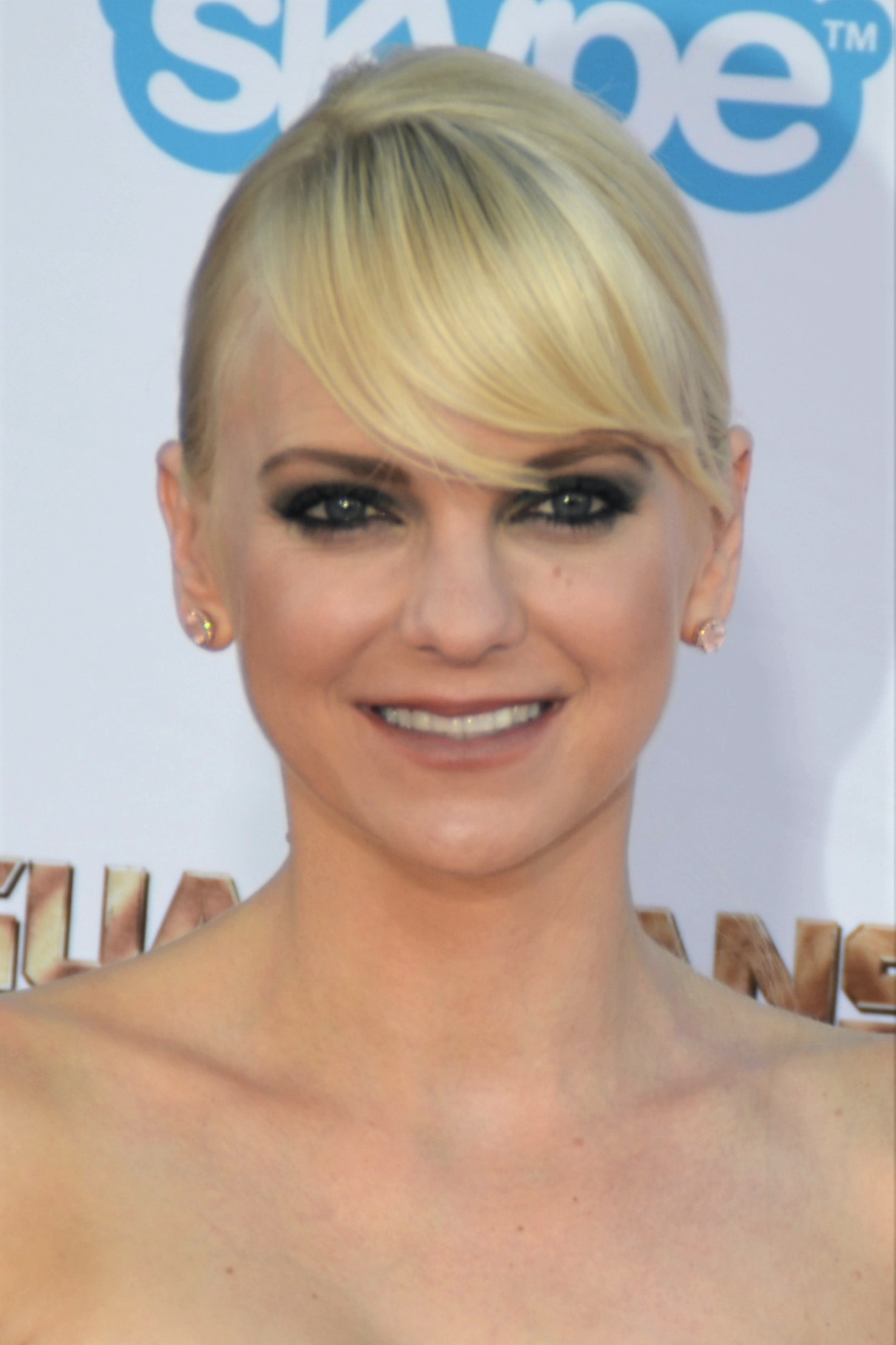
Anna Faris interpreta Christy
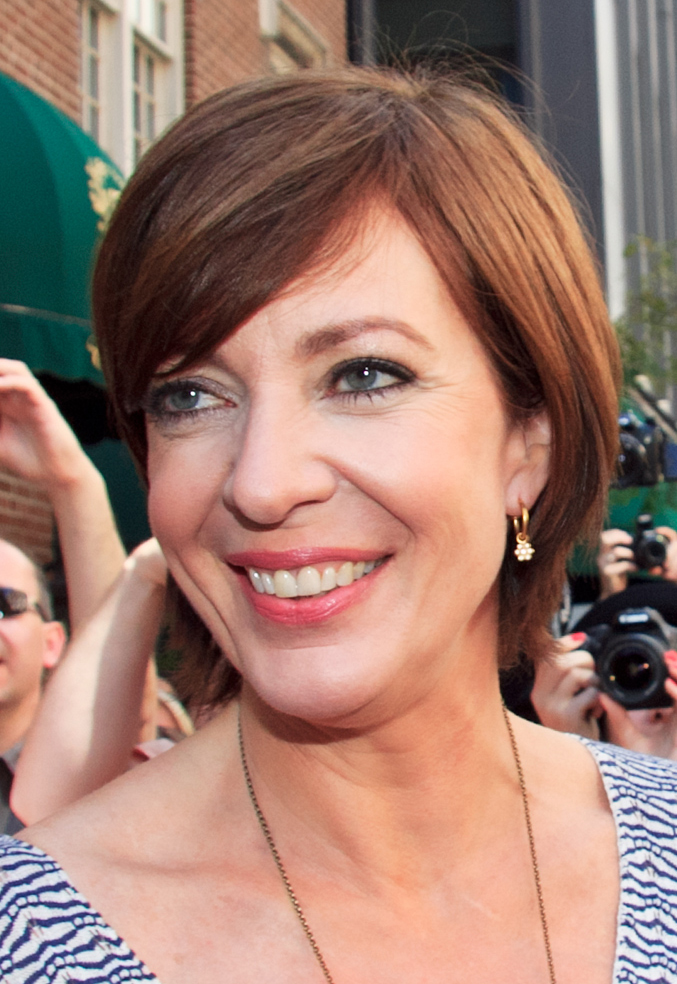
Allison Janney interpreta Bonnie
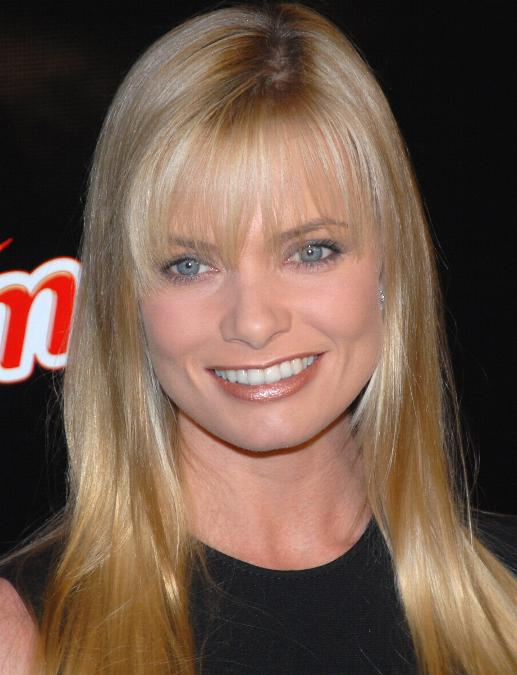
Jaime Pressly interpreta Jill
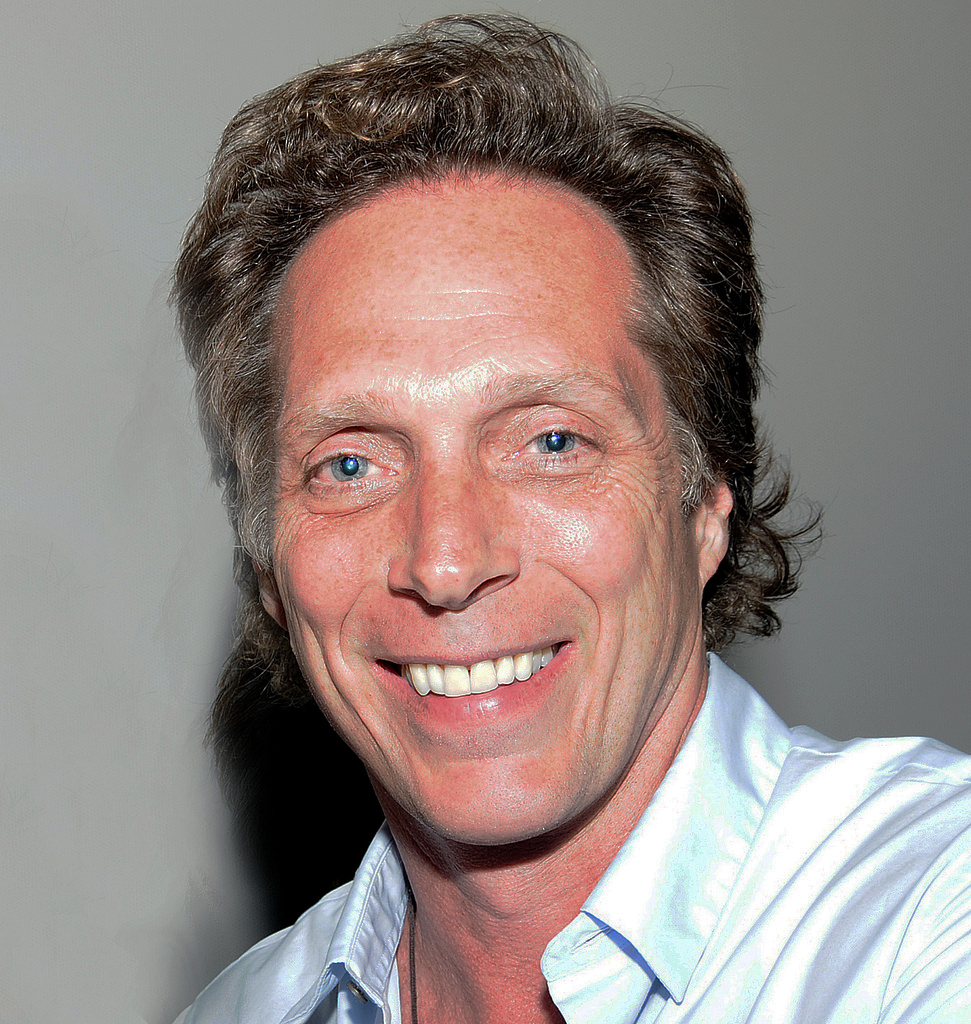
William Fichtner interpreta Adam Janakowski

### Personaggi secondari
- Regina Thompkins (stagione 1-3), interpretata da Octavia Spencer doppiata da Patrizia Burul.
Membro insieme a Christy e Bonnie degli Alcolisti Anonimi nonché loro amica, malgrado il continuo e reciproco scambio di frecciatine più o meno pesanti con Bonnie. Finisce in prigione per appropriazione indebita alla fine della prima stagione. Riceve un anno dopo l'amnistia e diventa una fervente religiosa, trasferendosi prima a casa di Marjorie e poi in quella di Jill. Nella terza stagione decide che non è un alcolista e inizia a bere con moderazione.

- Alvin Lester Belitnikoff (stagioni 1-2, 8), interpretato da Kevin Pollak e doppiato da Antonio Palumbo.
È il padre di Christy, del quale Bonnie non ha mai voluto parlare alla figlia perché le ha abbandonate alla sua nascita, gestisce un'officina. Malgrado ciò, Christy tenta in ogni modo di recuperare i rapporti con lui. Già colpito da un infarto, durante una notte di sesso con Bonnie, che è tornata in ottimi rapporti con lui, muore per un secondo infarto, dopo aver fatto riunire madre e figlia.

- Paul (stagioni 1-3, 5-7), interpretata da Reggie De Leon.
Collega di Chef Rudy che si diverte a fare scherzi a Christy.

- Claudia (stagione 1-3), interpretato da Courtney Henggeler e doppiata da Perla Liberatori.
È la moglie del capo di Christy, Gabriel, che lui tradisce più volte. Claudia ha affermato che il loro matrimonio è entrato in crisi quando lei tradì Gabriel con suo zio. Licenzia il marito e affida la direzione del ristorante a Christy.

- Steve Curtis (stagione 1-4), interpretato da Don McManus, doppiato da Mino Caprio.
È un avvocato che Christy e Bonnie conoscono agli alcolisti anonimi. Aiuta Violet nell'adozione della sua bambina svolgendo le pratiche legali, inoltre fa fare del praticantato a Christy nel suo studio legale, così da poterla aiutare a realizzare la sua ambizione di diventare un avvocato. Nella terza stagione ha una strana relazione con Bonnie.

- Candace Hayes (stagione 2-4), interpretata da Sara Rue, doppiata da Micaela Incitti.
È la nuova fidanzata di Baxter e rivale in amore di Christy.

- Gregory Munschnick (stagioni 2-3), interpretato da David Krumholtz, doppiato da Emiliano Coltorti.
È un professore di psicologia nel college che frequenta Violet. Chiederà alla stessa di sposarlo e lei accetta, tuttavia a pochi giorni dal matrimonio, l'uomo la lascia senza spiegazioni, probabilmente perché era stufo dello stile di vita dissoluto di Violet.

- Ray Stabler (stagioni 4-5), interpretato da Leonard Roberts.  È il fratellastro gay di Bonnie che era un avvocato di successo e che ha sviluppato un'abitudine alla cocaina.

- Patrick Janikowski (stagione 5),interpretato da Steven Weber. È il fratello minore di Adam e l'interesse amoroso a breve termine di Christy. Si lasciano dopo che Christy ha rifiutato la sua proposta di trasferirsi a Santa Cruz e vivere con lui, e subito dopo sposa un'altra donna.

- Victor Perugian (stagione 2-4), interpretato da Jonny Coyne, doppiato da Giorgio Locuratolo.
È il padrone della prima casa dove Christy e la sua famiglia abitavano. In seguito allo sfratto, si trasferiranno altrove. Si innamora a prima vista di Marjorie, arrivando a sposarla nella terza stagione. Muore di ictus off-camera nella sesta stagione.

- Jodi Hubbard (stagione 3), interpretata da Emily Osment, doppiata da Veronica Puccio.
È una ragazza dipendente dalle droghe che Bonnie e Christy cercano di disintossicare. Cacciata dal fidanzato, si stabilisce temporaneamente da Bonnie e Christy, e alla fine si riconcilierà con la sorella, con la quale andrà a vivere, ringraziando i suoi sponsor nella ricerca. Morirà in seguito ad un'overdose durante il matrimonio di Marjorie.

- Trevor Weston (stagione 6-8), interpretato da Rainn Wilson. 
 È lo psicoterapeuta di Bonnie. Dopo un divorzio difficile, conosce Jill e lei se ne invaghisce. Tra loro non nascerà nulla per via del rapporto professionale esistente tra lui e Bonnie.

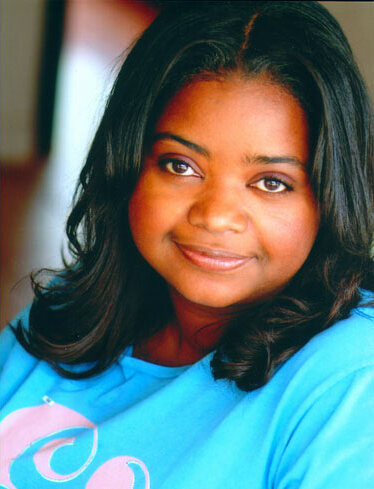
Octavia Spencer interpreta Regina
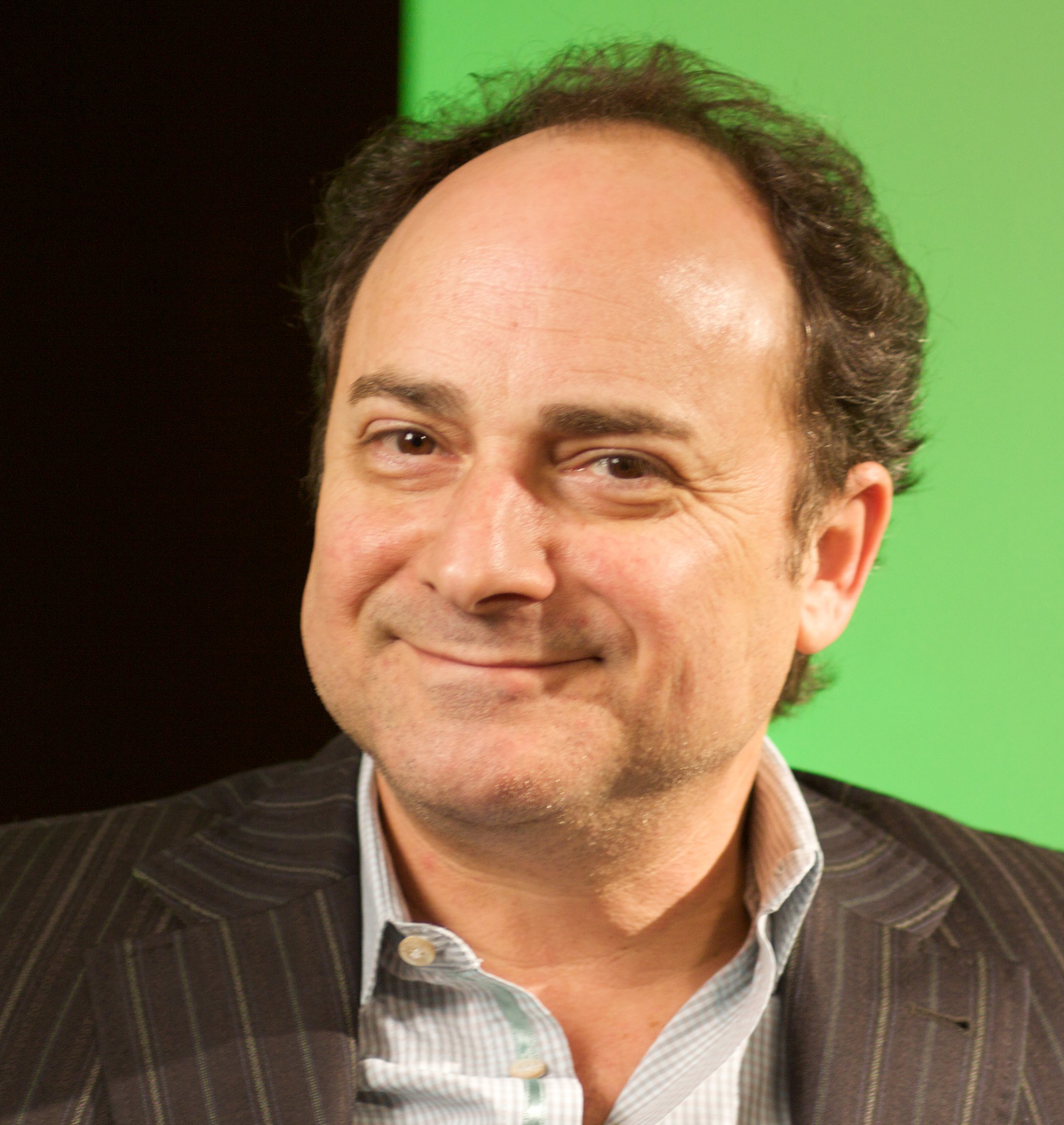
Kevin Pollak interpreta Alvin Biletnikoff
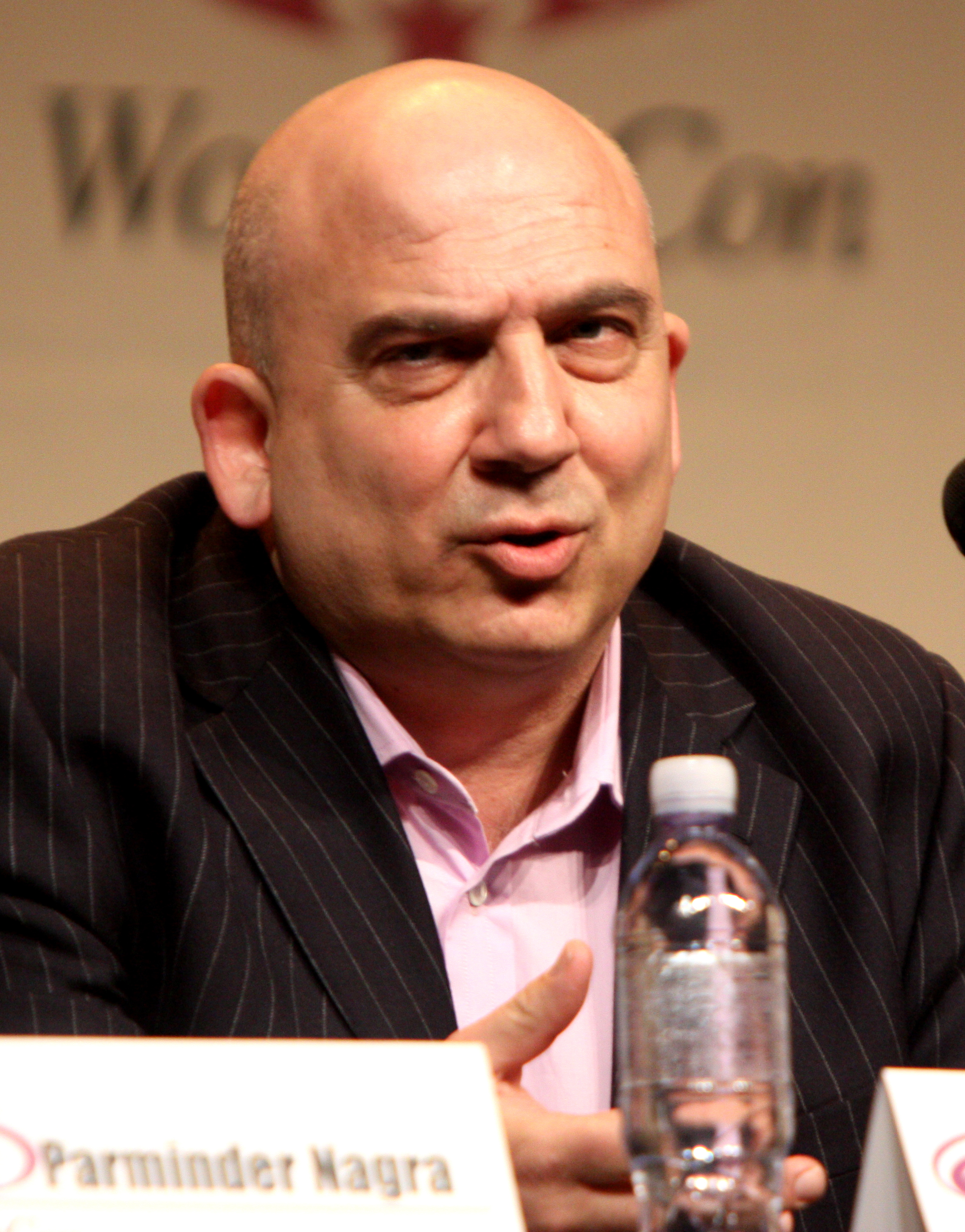
Jonny Coyne interpreta Victor
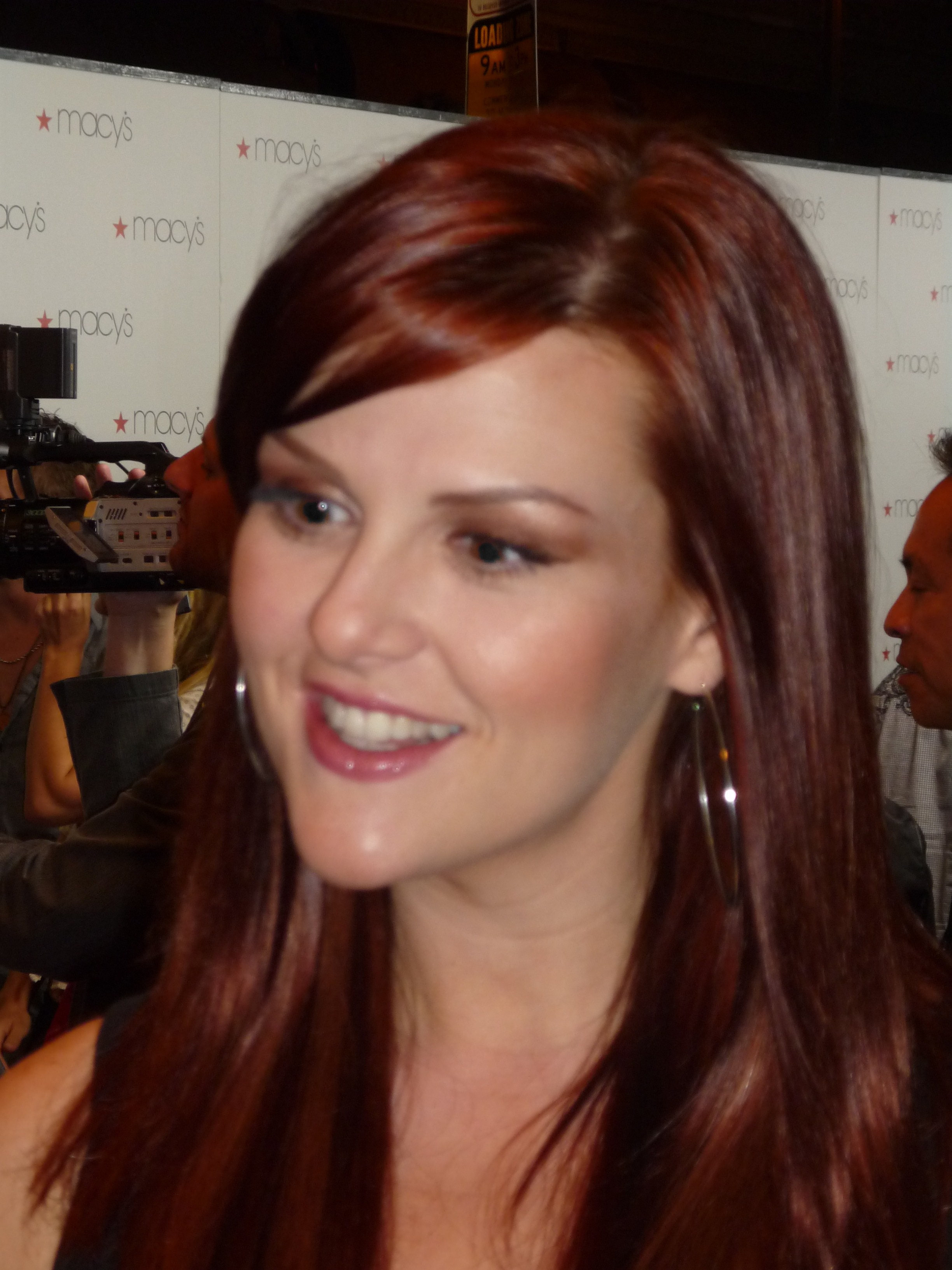
Sara Rue interpreta Candace
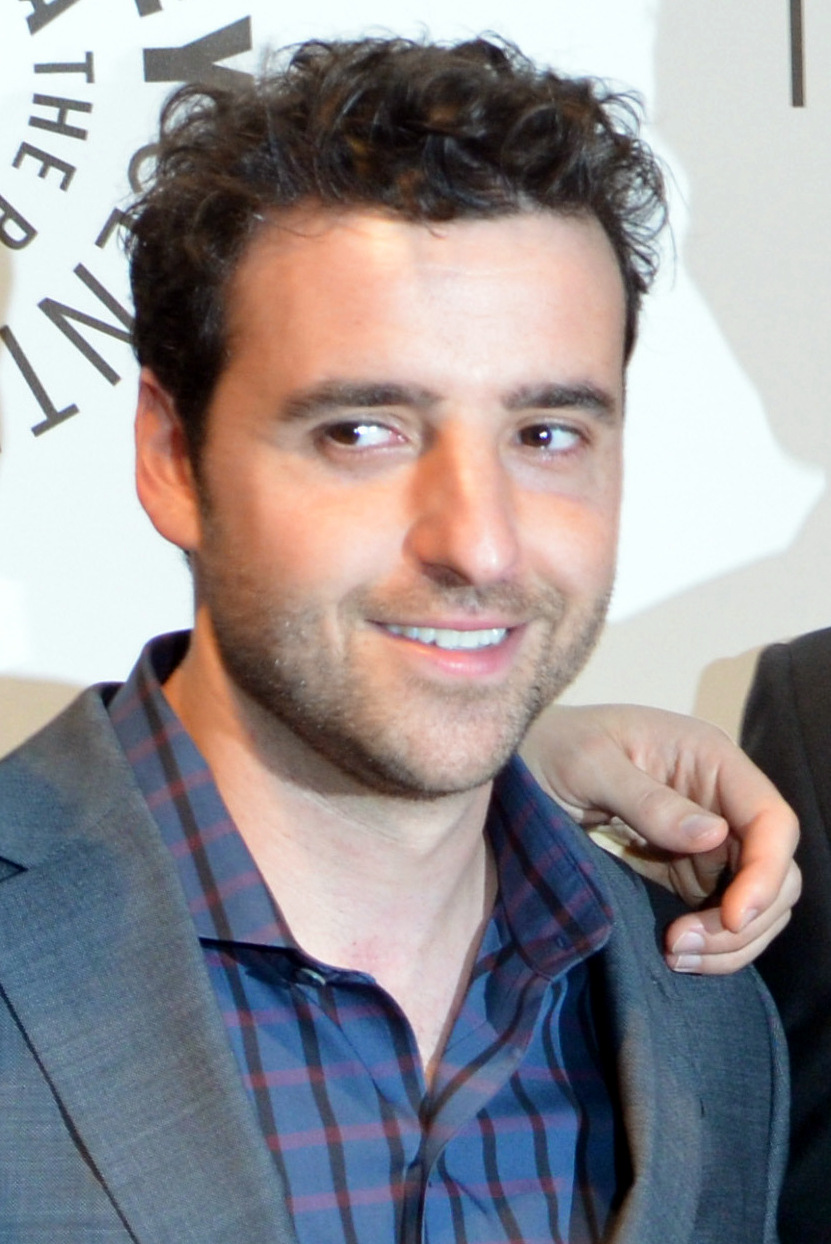
David Krumholtz interpreta Gregory Munschnick
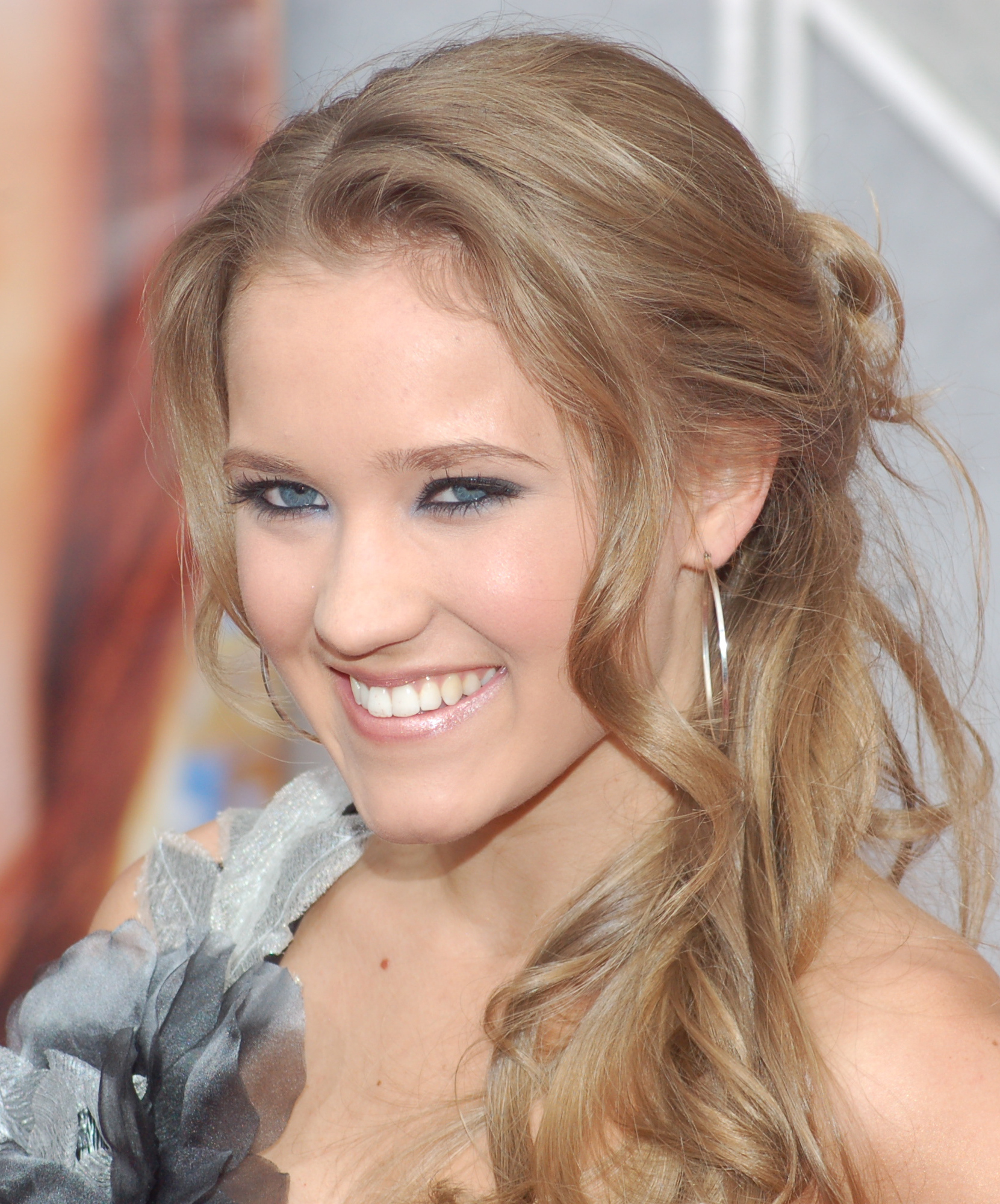
Emily Osment interpreta Jodi

## Produzione

### Dettagli sitcom
Mom è una sitcom multi-camera ideata da Chuck Lorre con Eddie Gorodetsky e Gemma Baker, i quali avevano entrambi lavorato con Lorre nel team di sceneggiatori di altre sitcom da lui create e prodotte, e prodotta dalla Warner Bros. Television per la CBS. La serie ricevette l'ordine di produzione per un episodio pilota l'11 dicembre 2012, mentre il casting iniziò durante il mese seguente.

### Ingaggi personaggi
Il 4 gennaio 2013 Anna Faris fu la prima ad essere ingaggiata per il ruolo della protagonista Christy, una madre single che prova a dare una svolta alla sua vita dissestata. Il 28 gennaio Allison Janney fu ingaggiata per il ruolo della madre Bonnie, mentre il 12 febbraio l'esordiente Sadie Calvano fu scritturata per il ruolo della figlia maggiore Violet. Nel corso del mese di febbraio il cast principale si completò con l'ingresso di Matt L. Jones, per il ruolo dell'ex compagno della protagonista; Spencer Daniels, per il ruolo del fidanzato della figlia, Luke; Blake Garrett Rosenthal, per il ruolo del figlio più piccolo, Roscoe; Nate Corddry e French Stewart, per i ruoli rispettivamente del manager e del cuoco del ristorante dove lavora.

### Trasmissione
Il primo episodio di Mom è andato in onda negli Stati Uniti il 23 settembre 2013. 
Il 12 marzo 2015 la serie è stata rinnovata per una terza stagione, cui il 25 marzo 2016 è seguito il rinnovo per una quarta stagione. 
Il 23 marzo 2017 viene rinnovata per una quinta stagione. 
L'8 aprile 2018 viene dato l'annuncio da CBS che sarebbe stata prodotta la sesta stagione. 
Il 5 febbraio 2019 viene rinnovata per la settima, andata in onda a partire dal 26 settembre 2019, e l'ottava stagione, che va in onda dal 5 novembre 2020. A febbraio 2021 CBS annuncia che l'ottava sarebbe stata l'ultima stagione della serie. La data dell'ultimo episodio era stata annunciata per il 6 maggio 2021, ma successivamente, in accordo con la rete, è stata annunciata la trasmissione di un ulteriore episodio dalla durata speciale di 30 minuti in onda il 13 maggio 2021.

## Apparizioni
- Nel primo episodio della prima stagione appare Jon Cryer, che interpreta Alan nella serie Due uomini e mezzo, ideata dallo stesso Chuck Lorre, come cliente del ristorante dove lavora Christy.
- Nel ventesimo episodio della terza stagione, Bonnie sogna di essere alla Casa Bianca. Questo è un rimando alla serie West Wing - Tutti gli uomini del Presidente dove Allison Janney interpretava C.J. Cregg, e come guest star vi è Richard Schiff, interprete di Toby Ziegler, che qui viene chiamato Robert.
- Nell'ultima puntata della serie compare l'attrice Melanie Lynskey, la Rose di Due uomini e mezzo, anch'esso ideato da Chuck Lorre, che interpreta Shannon, la figlia di Jolene, interpretata da Rondi Reed, la Peggy Biggs di Mike & Molly, serie prodotta sempre da Chuck Lorre.

## Riconoscimenti
- 2014 - Critics' Choice Television Award
  - Miglior attrice non protagonista in una serie TV commedia a Allison Janney
- 2014 - Premio Emmy
  - Miglior attrice non protagonista in una serie commedia a Allison Janney
- 2015 - Critics' Choice Television Award
  - Nomination Miglior serie commedia
- 2015 - Critics' Choice Television Award
  - Miglior attrice non protagonista in una serie commedia a Allison Janney
- 2015 - Premio Emmy
  - Miglior attrice non protagonista in una serie commedia a Allison Janney
- 2015 - Golden Globe
  - Nomination Migliore attrice non protagonista in una serie, mini-serie o film per la televisione a Allison Janney
- 2016 - Premio Emmy
  - Nomination per la miglior attrice non protagonista in una serie commedia a Allison Janney
- 2017 - Premio Emmy
  - Nomination per la miglior attrice in una serie commedia a Allison Janney
- 2018 - Premio Emmy
  - Nomination per la miglior attrice in una serie commedia a Allison Janney